# 什勒斯維希的赫爾維
什勒斯維希的赫爾維（丹麥語：Dronning Helvig，約1320年—1374年），丹麥王后，1340年至1374年在位。
赫爾維的父親是丹麥國王艾貝爾的曾孫。1326年，赫爾維的哥哥瓦爾德馬被立為丹麥國王，直到1329年克里斯多福二世奪回王位。

## 家庭
1340年，赫爾維與丹麥國王瓦爾德馬四世結婚，兩人共有1子2女：
1. 克里斯多福（英语：Christopher, Duke of Lolland）（1341年—1363年），洛蘭公爵
2. 英格堡（1347年—1370年），梅克倫堡公爵夫人
3. 瑪格麗特（1353年—1412年），日後的卡爾馬聯盟女王